# April Bowlby
April Michelle Bowlby (Vallejo, 30 luglio 1980) è un'attrice statunitense. È nota per aver interpretato il ruolo di Kandi nella sit-com  Due uomini e mezzo (2005-2015); di Stacy Barrett nella serie televisiva Drop Dead Diva (2009-2014); del personaggio di Rita Farr / Elasti-Girl nella serie televisiva Doom Patrol (2019-2023), ispirata ai personaggi omonimi dei fumetti DC Comics.

## Biografia
Nata in California, si trasferisce presto con la famiglia a Manteca, dove frequenta la East Union High School. In seguito studia balletto e francese al Moorpark College, prima di prendere la decisione di diventare attrice. Segue lezioni di recitazione da Ivana Chubbuck, e nel 2004 inizia la sua carriera attoriale.
Pochi mesi dopo le sue prime audizioni, nel 2005 entra nel cast della sit-com prodotta da Chuck Lorre Due uomini e mezzo, dove ottiene il ruolo di Kandi, la disinibita giovane amante prima di Charlie, poi di Alan Harper, e personaggio ricorrente nella terza e quarta stagione, ritornando come guest star nella decima e dodicesima stagione. Successivamente compare in piccoli ruoli anche in altre sit-com prodotte da Chuck Lorre.  Nel 2015 è infatti nella seconda stagione della serie televisiva Mom, dove interpreta il personaggio di Selene nell'episodio Il surrogato di Alvin. Nel 2017 compare nella decima stagione di The Big Bang Theory, interpretando il personaggio di Rebecca, fidanzata di Bert, attratta dalla cospicua borsa di studio da lui vinta, nell'episodio Il turbamento della separazione.
Appare in altre serie televisive come ospite. Fra gli altri, tra il 2007 e il 2017 compare come personaggio ricorrente nella sit-com How I Met Your Mother, nei panni di Meg "La Pazza", una delle tante ragazze amate e scaricate da Barney Stinson (Neil Patrick Harris), che diventa ossessionata da lui. Dal 2009 al 2014 è tra le protagoniste della serie televisiva Drop Dead Diva nel ruolo di Stacy. Nel 2016 è coprotagonista del film per la televisione sceneggiato da Alison Spuck McNeely e Casie Tabanou e diretto da Letia Clouston, Un marito per Natale. Nel film vi interpreta Katie Tate, ristoratrice di gourmet che ha deciso di sposarsi il giorno di Natale, con la quale entra in conflitto la sorella Carrie (Jes Macallan), a causa di una clausola contenuta nel testamento della nonna.
Nel 2018 April Bowlby viene scelta per far parte del cast dell'episodio pilota della serie Gone Baby Gone, progetto degli studi 20th Century Fox e Miramax, adattamento per il piccolo schermo del romanzo La casa buia di Dennis Lehane, da cui era già stato tratto un film diretto da Ben Affleck, che racconta la storia di due detective privati, Patrick Kenzie (Joseph Morgan) e Angela Gennaro (Peyton List), che lavorano assieme a Dorchester, un quartiere di Boston, per risolvere casi irrisolti. April vi interpreta Renee Gennaro, sorella della protagonista Angela. Il pilota non avrà un seguito e verrà distribuito come film per la televisione.
Nel 2019 entra nel cast della serie Doom Patrol, basata sull'omonimo gruppo di supereroi della DC Comics, nel quale interpreta il personaggio di Rita Farr, personaggio inizialmente apparso nell'episodio del 2018 Doom Patrol della prima stagione della serie televisiva Titans, di cui la serie Doom Patrol è uno spin-off. In seguito riprende il personaggio anche nella quinta stagione della serie televisiva Legends of Tomorrow, nell'episodio Crisi sulle Terre infinite - V Parte.

## Filmografia

### Cinema
- Tutte le strade portano a casa (All Roads Lead Home), regia di Dennis Fallon (2008)
- The Slammin' Salmon, regia di Kevin Heffernan (2009)
- From Prada to Nada, regia di Angel Gracia (2011)
- Amore tradito (Marriage of Lies), regia di Danny J. Boyle (2016)
- Amica per vendetta (Dying for the Crown), regia di Sam Irvin (2018)
- Unbroken - La via della redenzione (Unbroken: Path to Redemption), regia di Harold Cronk (2018)
- The War of the Worlds 2021, regia di Matthew Cooke - direct-to-video (2021)
- Natale con il babbo (Father Christmas Is Back), regia di Philippe Martinez (2021)

### Televisione
- CSI - Scena del crimine (CSI: Crime Scene Investigation) – serie TV, episodi 5x06-10x14 (2004-2010)
- CSI: NY – serie TV, episodio 1x19 (2005)
- Una pupa in libreria (Stacked) – serie TV, episodio 1x05 (2005)
- Freddie – serie TV, episodio 1x01 (2005)
- Due uomini e mezzo (Two and a Half Men) – serie TV, 17 episodi (2005-2015)
- Sands of Oblivion, regia di David Flores – film TV (2007)
- How I Met Your Mother – serie TV, 4 episodi (2007-2014)
- Jimmy fuori di testa (Out of Jimmy's Head) – serie TV, episodio 1x16 (2008)
- Kath & Kim – serie TV, episodio 1x16 (2009)
- Drop Dead Diva – serie TV, 78 episodi (2009-2014)
- Psych – serie TV, episodio 5x15 (2010)
- Mom – serie TV, episodio 2x13 (2015)
- You're the Worst - serie TV, episodio 2x03 (2015)
- Loosely Exactly Nicole - serie TV, episodio 1x06 (2016)
- Un marito per Natale (Married by Christmas), regia di Letia Clouston - film TV (2016)
- The Big Bang Theory – serie TV, episodio 10x21 (2017)
- Il resort dell'amore (Love's Last Resort), regia di Brian Herzlinger - film TV (2017)
- Una sorella sospetta (A Mother's Crime), regia di Farhad Mann - film TV (2017)
- Non è mia figlia (The Wrong Daughter), regia di Ben Meyerson - film TV (2018)
- Heathers - serie TV, episodi 1x03-1x06 (2018)
- Titans – serie TV, episodio 1x04 (2018) - Rita Farr
- Gone Baby Gone, regia di Phillip Noyce - film TV (2018)
- Doom Patrol – serie TV, 46 episodi (2019-2023) - Rita Farr
- Legends of Tomorrow - serie TV, episodio 5x01 (2020) - Rita Farr
- Tacoma FD - serie TV, episodio 2x01 (2020)

## Doppiatrici italiane
Nelle versioni in italiano delle opere in cui ha recitato, April Bowlby è stata doppiato da:
- Rossella Acerbo in Drop Deap Diva, Natale con il babbo
- Virginia Brunetti in Titans, Doom Patrol
- Germana Longo in Due uomini e mezzo (st. 3-4)
- Valentina Mari in Tutte le strade portano a casa
- Ilaria Stagni in Due uomini e mezzo (ep. 10x09, 12x16)
- Francesca Manicone in Psych
- Michela Alborghetti in CSI - Scena del crimine (ep. 10x14)
- Deborah Ciccorelli in Amica per vendetta
- Beatrice Margiotti in Non è mia figlia
- Donatella Fanfani in How I Met Your Mother
- Cecilia Zincone ne Il resort dell'amore